# District de Huancarani
Au Pérou, le district de Huancarani est l’un des six districts de la province de Paucartambo située dans le département de Cusco.